# Diòdot II de Bactriana
Diòdot II de Bactriana (Diodotus, Διόδοτος) fou rei de Bactriana, fill i successor de Diòdot I de Bactriana.
El seu pare estava en guerra contra els parts aliat a Seleuc II Cal·línic, però Demetri II, en sentir-se amenaçat si Seleuc II guanyava la guerra, va signar amb ell un tractat de pau. La derrota de Seleuc II va garantir la independència de Bactriana i la de Pàrtia.
Un Antíoc Nicàtor de Bactriana que apareix cap els anys 230/225 aC en algunes monedes no ha pogut estar enllaçat amb els Diodots i la seva mateix existència com a rei és incerta (podria ser un rebel o usurpador).
Diòdot va ser assassinat entre el 230 i el 223 aC per Eutidem de Magnèsia, que era el seu cunyat (marit de la germana) i probablement sàtrapa de Sogdiana, que va fundar una nova dinastia.